# Stereophyllum subacuminatum
Stereophyllum subacuminatum är en bladmossart som beskrevs av Hugh Neville Dixon och Potier de la Varde 1930. Stereophyllum subacuminatum ingår i släktet Stereophyllum och familjen Stereophyllaceae. Inga underarter finns listade i Catalogue of Life.